# Arxivador de fitxers
Un arxivador de fitxers és un programa informàtic que combina un nombre de fitxers en un únic fitxer arxiu, o una sèrie de fitxers arxiu, per a un transport o emmagatzematge més fàcil. Molts arxivadors de fitxers poden realitzar una compressió sense pèrdua de dades per reduir la mida del fitxer arxiu. Aquesta compressió s'aconsegueix mitjançant una sèrie d'algoritmes que permeten que les dades contingudes en un fitxer ocupin menys grandària sense que es perdi la informació.
La majoria dels arxivadors bàsics simplement agafen una llista de fitxers i concatenen seu contingut seqüencialment a l'arxiu. A més, l'arxiu ha de contenir també alguna informació sobre almenys els noms i longituds dels originals, perquè sigui possible una bona reconstrucció. La majoria dels arxivadors també emmagatzemen les metadades dels fitxers que proporciona el sistema operatiu, com marques temporals, propietari i control d'accés.
El procés de creació d'un fitxer arxiu es diu arxivatge o empaquetatge. La reconstrucció dels fitxers originals a partir de l'arxiu es denomina desarxivatge, desempaquetatge o extracció.
En els sistemes operatius Unix i de tipus Unix hi ha el format d'arxiu tar (tape archive). Originalment pensat per transferir fitxers a i des de cintes, encara s'usa en emmagatzematge basat en discos per combinar fitxers abans de comprimir-los. Altres formats originats en Unix són ar i shar. En les plataformes Windows, els formats d'arxiu més àmpliament utilitzats són el ZIP i el RAR, mentre que en ordinadors Apple Macintosh, Stuffit està entre els més comuns.